# Americanura
Genre
Americanura est un genre de collemboles de la famille des Neanuridae.

## Distribution
Les espèces de ce genre se rencontrent en Amérique.

## Liste des espèces
Selon Checklist of the Collembola of the World (version du 18 octobre 2019) :
- Americanura banksi (Denis, 1933)
- Americanura bara (Christiansen & Bellinger, 1980)
- Americanura basseti Palacios-Vargas, Simón Benito & Paniagua Nucamendi, 2009
- Americanura belicensis Palacios-Vargas, Mejía-Recamier & Vázquez, 2017
- Americanura castagnorum Palacios-Vargas, Simón Benito & Paniagua Nucamendi, 2009
- Americanura castillorum Palacios-Vargas & Najt, 1986
- Americanura denisi Palacios-Vargas, Mejía-Recamier & Vázquez, 2017
- Americanura guatemalteca Cassagnau & Palacios-Vargas, 1983
- Americanura imitator Cassagnau & Palacios-Vargas, 1983
- Americanura interrogator Cassagnau & Palacios-Vargas, 1983
- Americanura izabalana Palacios-Vargas & Ríos, 1996
- Americanura iztac Palacios-Vargas, Simón Benito & Paniagua Nucamendi, 2009
- Americanura janssensi Palacios-Vargas, Simón Benito & Paniagua Nucamendi, 2009
- Americanura macgregori Cassagnau & Palacios-Vargas, 1983
- Americanura medellini Palacios-Vargas & Ríos, 1996
- Americanura mexicana Cassagnau, 1983
- Americanura najtae Arango, Villagomez & Palacios-Vargas, 2017
- Americanura nova (Christiansen & Reddell, 1986)
- Americanura palaciosi Paniagua Nucamendi, 2012
- Americanura prima Cassagnau & Palacios-Vargas, 1983
- Americanura sardinasensis Palacios-Vargas, Simón Benito & Paniagua Nucamendi, 2009
- Americanura setafoliacea Cassagnau & Palacios-Vargas, 1983
- Americanura sotanophila Cassagnau & Palacios-Vargas, 1983
- Americanura unguimitl Palacios-Vargas & Najt, 1986

## Publication originale
- Cassagnau, 1983 : Un nouveau modèle phylogénétique chez les collemboles Neanurinae. Nouvelle Revue d'Entomologie, vol. 13, no 1, p. 3-27.